# كولة القيامة (كشر)

تعديل مصدري - تعديل

كولة القيامة هي إحدى قرى عزلة خميس اليزيدي بمديرية كشر التابعة لمحافظة حجة، بلغ تعداد سكانها 100 نسمة حسب تعداد اليمن لعام 2004.